# Lamgong Gewog
Lamgong (Dzongkha: ལམ་གོང་), auch Lango, ist einer von zehn Gewogs (Blöcke) des Dzongkhags Paro im Westen Bhutans. 
Lamgong Gewog ist wiederum eingeteilt in fünf Chiwogs (Wahlkreise). Laut der Volkszählung von 2005 leben in diesem Gewog 3336 Menschen auf einer Fläche von 48,8 km² in 17 (nach der Zählung der Wahlkommission 24) Dörfern bzw. Weilern in etwa 850 Haushalten.
Der Gewog befindet sich im Westen des Distrikts Paro und erstreckt sich über Höhenlagen zwischen 2365 und 4530 m. Der Hauptteil des bewirtschaftbaren Landes wird im Nassfeldbau, z. B. zum Reisanbau, genutzt. Weiter gibt es Apfel-Streuobstwiesen.
An staatlichen Einrichtungen gibt es neben der Gewog Verwaltung
eine medizinische Beratungsstelle (Outreach Clinic) 
sowie ein Büro zur Entwicklung erneuerbarer natürlicher Ressourcen (RNR, Renewable Natural Resource centre).
Zu den Schulen im Gewog drei weiterführende Schule, eine Middle Secondary School und zwei Higher Secondary Schools.
Insgesamt gibt es in diesem Gewog 13 buddhistische Tempel (Lhakhangs),
die sich in Staats-, Gemeinde- oder Privatbesitz befinden.
| Chiwog                          | Dörfer bzw. Weiler  |
| ------------------------------- | ------------------- |
| Chhukha ཆུ་ཁ་                    | Chhukha             |
| Tsendonang བཙན་དོ་ནང་            | Tsendanang          |
| Tsendonang བཙན་དོ་ནང་            | Tsendonang          |
| Tsendonang བཙན་དོ་ནང་            | Tsenthang           |
| Tsendonang བཙན་དོ་ནང་            | Bartshik            |
| Tsendonang བཙན་དོ་ནང་            | Dokha               |
| Tsendonang བཙན་དོ་ནང་            | Gyedkha             |
| Tsendonang བཙན་དོ་ནང་            | Geptsha             |
| Tsendonang བཙན་དོ་ནང་            | Sharhikha           |
| Tsendonang བཙན་དོ་ནང་            | Tsenthang Thangtoed |
| Tsendonang བཙན་དོ་ནང་            | Tsenthang Toed      |
| Jagarthang རྒྱ་གར་ཐང་             | Darkhang            |
| Jagarthang རྒྱ་གར་ཐང་             | Jagathangmaed       |
| Jagarthang རྒྱ་གར་ཐང་             | Jaga Thangtoed      |
| Jagarthang རྒྱ་གར་ཐང་             | Gedda Zam           |
| Jagarthang རྒྱ་གར་ཐང་             | Jagar Thangmaed     |
| Jagarthang རྒྱ་གར་ཐང་             | Sergrang            |
| Gangjoog Kyidchhu སྒང་མཇུག་_སྐྱིད་ཆུ་ | Kyidchhu            |
| Gangjoog Kyidchhu སྒང་མཇུག་_སྐྱིད་ཆུ་ | Gangjoog            |
| Ngopa Shomo སྔོ་པ་_ཤོ་མོ་           | Ngopa               |
| Ngopa Shomo སྔོ་པ་_ཤོ་མོ་           | Shomo               |
| Nubri                           | Nubri               |
| Nubri                           | Soe                 |
| Nubri                           | Soe Yaksa           |